# Museo de Reproducciones de Bilbao
El museo de Reproducciones de Bilbao (en euskera: Bilboko Berreginen Museoa), creado en 1927, es uno de los museos más antiguos de la capital vizcaína y tiene como objetivo la compilación de obras clásicas del arte. Entre las obras reproducidas fielmente de museos como el Louvre, el Museo de Berlín, los Museos Vaticanos o el Museo Británico, se encuentran el Friso de las Panateneas del Partenón, los Esclavos y el Moisés, de Miguel Ángel, la Venus de Milo, la Victoria de Samotracia, el Laocoonte y sus hijos, el Apoxiomenos, la Diana de Gabies y el Apolo de Belvedere, entre otras.

## Historia

### Antecedentes
Ya desde el siglo XVI existió la tradición de copiar las obras del arte clásico,mediante la técnica tradicional del vaciado de escayola. Francia e Italia serán en esos comienzos los principales países donde se darán las reproducciones artísticas. A partir del siglo XIX, comenzarán progresivamente a abrirse diferentes museos de reproducciones ligados generalmente a Universidades y Academias de Bellas Artes, con el objetivo de enseñar historia del arte de una manera práctica y dinámica.Uno de los primeros museos de reproducciones artísticas se abrió en Gran Bretaña en el año 1857.El objetivo de los gobiernos de la época, en su "afán culturizador" era el mostrar al pueblo llano la "cultura de la humanidad". La reproducción de obras de arte, ha sido además de útil para la enseñanza de las obras de arte, valiosa para tener testimonio de muchas obras que fueron destruidas durante la Segunda Guerra Mundial.[cita requerida]
Sin embargo, y durante el siglo XX, los museos de reproducciones sufrieron una época de gran decadencia, solo superada en la actualidad, con la modernización de los museos de vaciados de Berlín, El Trocadero, el Victoria & Albert Museum, etc.

### Fundación y comienzo

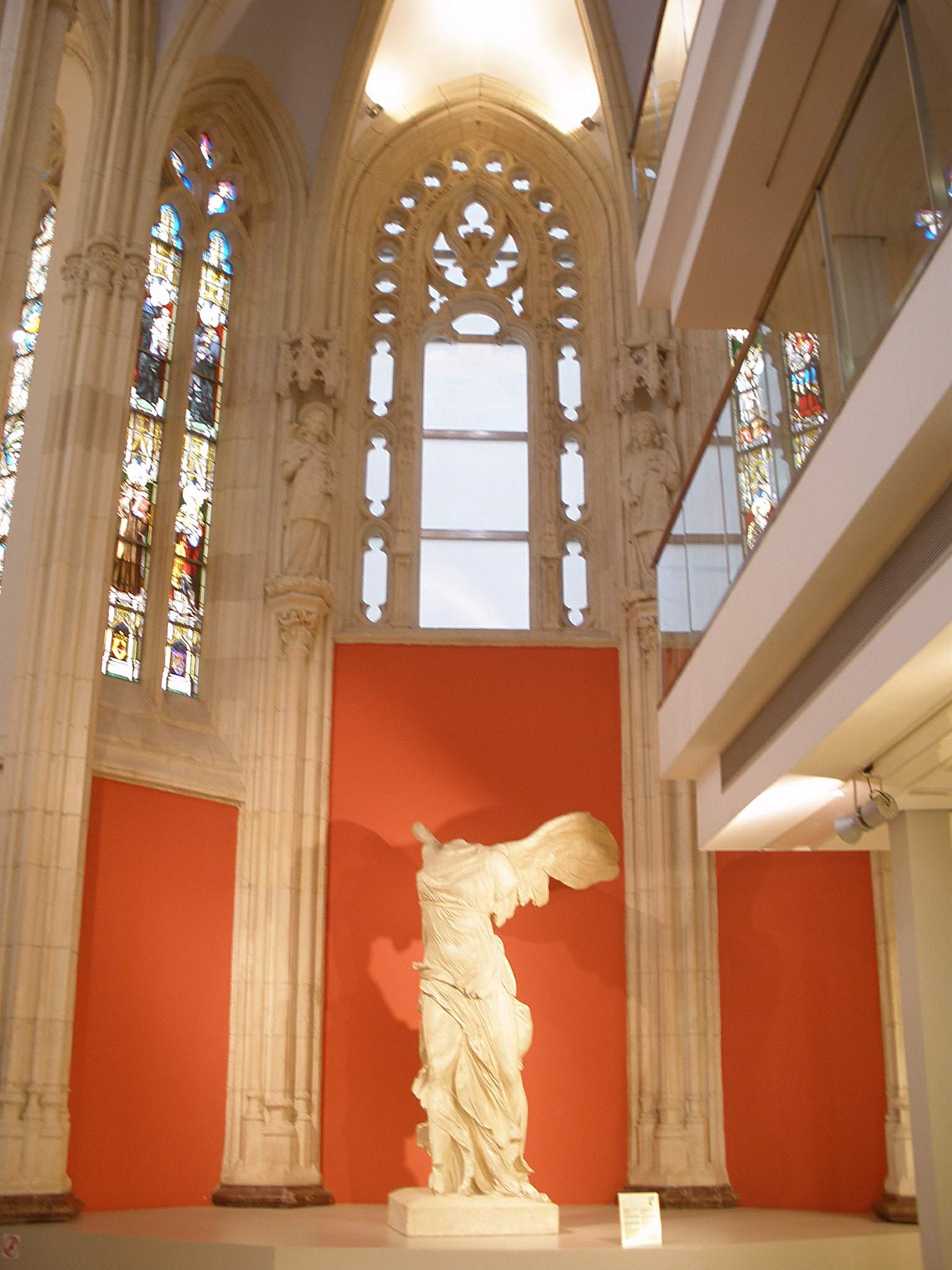
Aspecto del interior del museo

El museo de Reproducciones de Bilbao fue fundado en 1927, tras una intensa campaña por la creación de diversas instituciones museísticas,en un momento en el que en el resto de Europa la reproducción de obras artísticas se encontraba en claro declive. El museo se centró en complimentar las ofertas culturales y artísticas de la villa y en mejorar el aprendizaje de los alumnos de la sección de Bellas Artes de la Escuela de Artes y Oficios. Manuel Ramírez Escudero, fue uno de los principales promotores del museo y desde 1928 presidió la Junta del Patronato del mismo, cargo que ejerció hasta 1967.
Tras la propuesta presentada por Ramírez Escudero en 1922 a la Junta de Cultura Vasca, el 1 de octubre de 1927, se aprobó la creación del Museo, una vez que la Diputación y el Ayuntamiento de Bilbao dieron su visto bueno al proyecto.Así pues, es uno de los museos más antiguos de Bilbao. La Junta del Patronato, contó con ilustres personajes del ámbito artístico, profesionales como por ejemplo: Ángel Larroque, Ricardo Bastida o Higinio Basterra entre otros.
El museo ha contado a lo largo de su historia con diferentes sedes. Primero, y a partir de 1957, se ubicó en los bajos de las Escuelas de Berastegi, para trasladarse posteriormente a unos locales rehabilitados de la calle Conde Mirasol (donde se encuentra en la actualidad la sede administrativa y didáctica). Desde la reforma y ampliación en 2006 de la antigua iglesia neogótica del Corazón de María, levantada entre 1891 y 1894 por el arquitecto José María Basterra en el barrio de San Francisco, el museo acoge en el templo su exposición principal.Se intervino en fachadas, cubierta y dependencias interiores del templo. Se desarrolló además en el interior de la iglesia una estructura a cuatro niveles.[cita requerida]

## Las reproducciones
Desde un principio, los responsables del museo primaron por encima de todo la calidad de las obras que se quería reproducir, antes que la cantidad. Así, se realizaron gestiones para adquirir obras directamente del British Museum. Los traslados de las piezas a reproducir contaron con la ayuda del empresario vizcaíno Ramón de la Sota. Al mismo tiempo, y por cercanía se pidieron obras al Museo de Bellas Artes de Bilbao. Las primeras obras llegaron al Museo procedentes del taller madrileño de Benito Bertolozzi:Leda, el David de Verrrochio, El Niño de la Espina, El Torso de Belvedere, Esclavo, Torso de Subiaco, Torso, de Fidias, Apolonio. Más tarde, y también de Madrid, llegarán otras obras famosas como el Discóbolo o la Venus de Equino.[cita requerida]
Desde museos extranjeros como el de Múnich, llegaron obras como Hércules o Guerrero herido. De Berlín Hermes de Praxíteles. De Londres se adquieron Leona Herida o Tres Parcas. Del Louvre Auriga de Delfos, Venus de Milo o Victoria de Samotracia. Desde los museos Vaticanos llegaron a Bilbao Apolo, Laocoonte y sus hijos y un retrato de Demóstenes.

## Colección permanente
La colección del Museo de Reproducciones es de Arte Clásico. Sus obras destacan por su exactitud, ya que son copias directas de los originales.
Obras expuestas:
- Altar de Zeus.
- Lorenzo de Médicis.
- Laocoonte y sus hijos.
- Auriga de Delfos.
- Hermes de Olimpia.
- Afrodita y Dione.
- La Victoria de Samotracia.
- Venus del Esquilino..
- Los Luchadores.

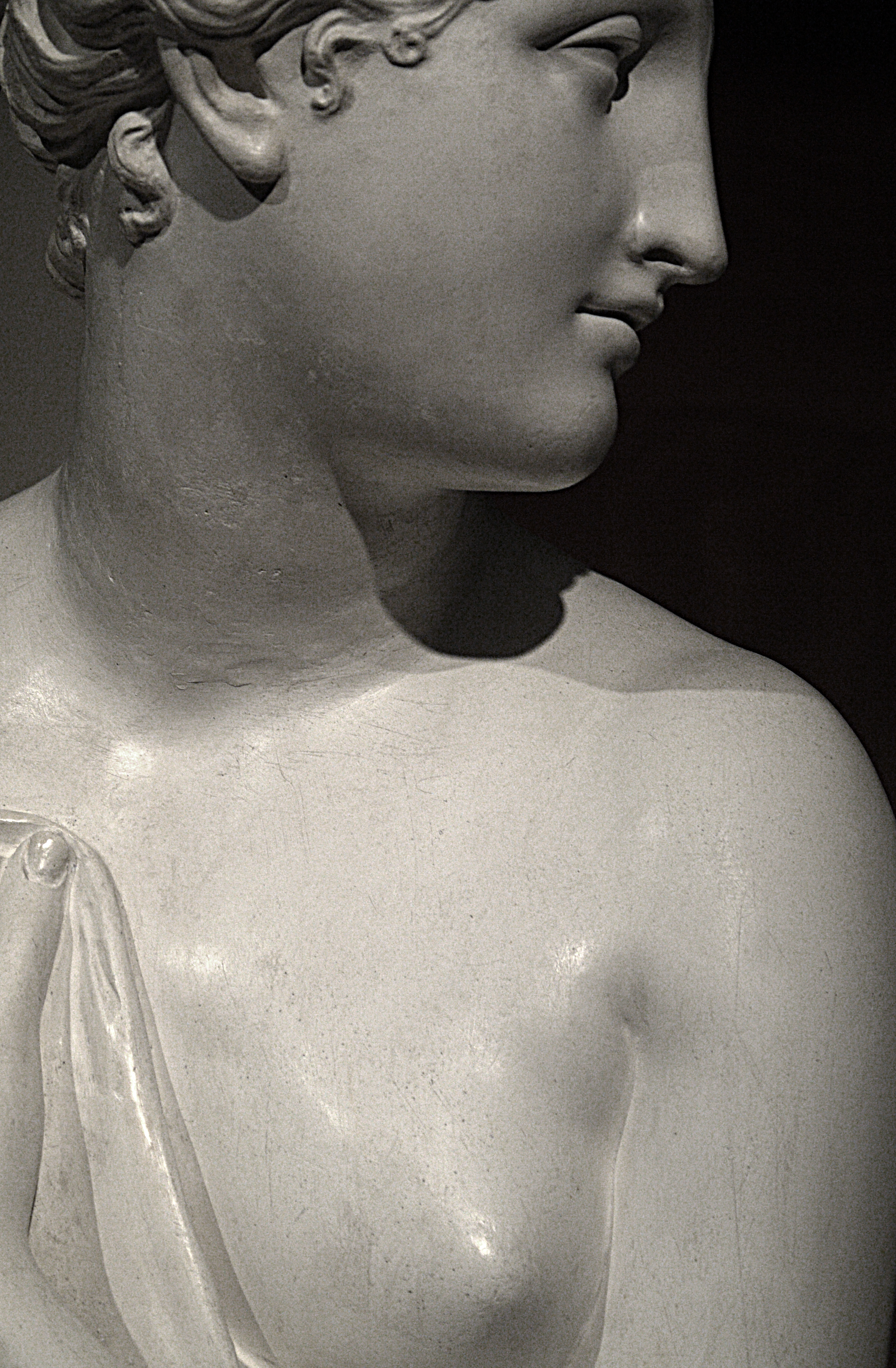
Detalle de la Venus Itálica, de Antonio Canova

- Zeus-Júpiter luchando contra los gigantes.
- Atenea-Minerva luchando contra el gigante Alcioneo.
- Sileno y Dionisios
- Moisés
- Apolo de Belvedere
- Diana de Versalles
- Niño de la Espina
- Torso de Belvedere
- Gladiador Borghese
- Diana de Gabies
- Venus de Cnido
- Apoxiomenos
- San Jorge
- Sepulcro gótico de Don Juan de Padilla
- Código de Hammurabi
- Altar de Pérgamo

## Exposiciones temporales

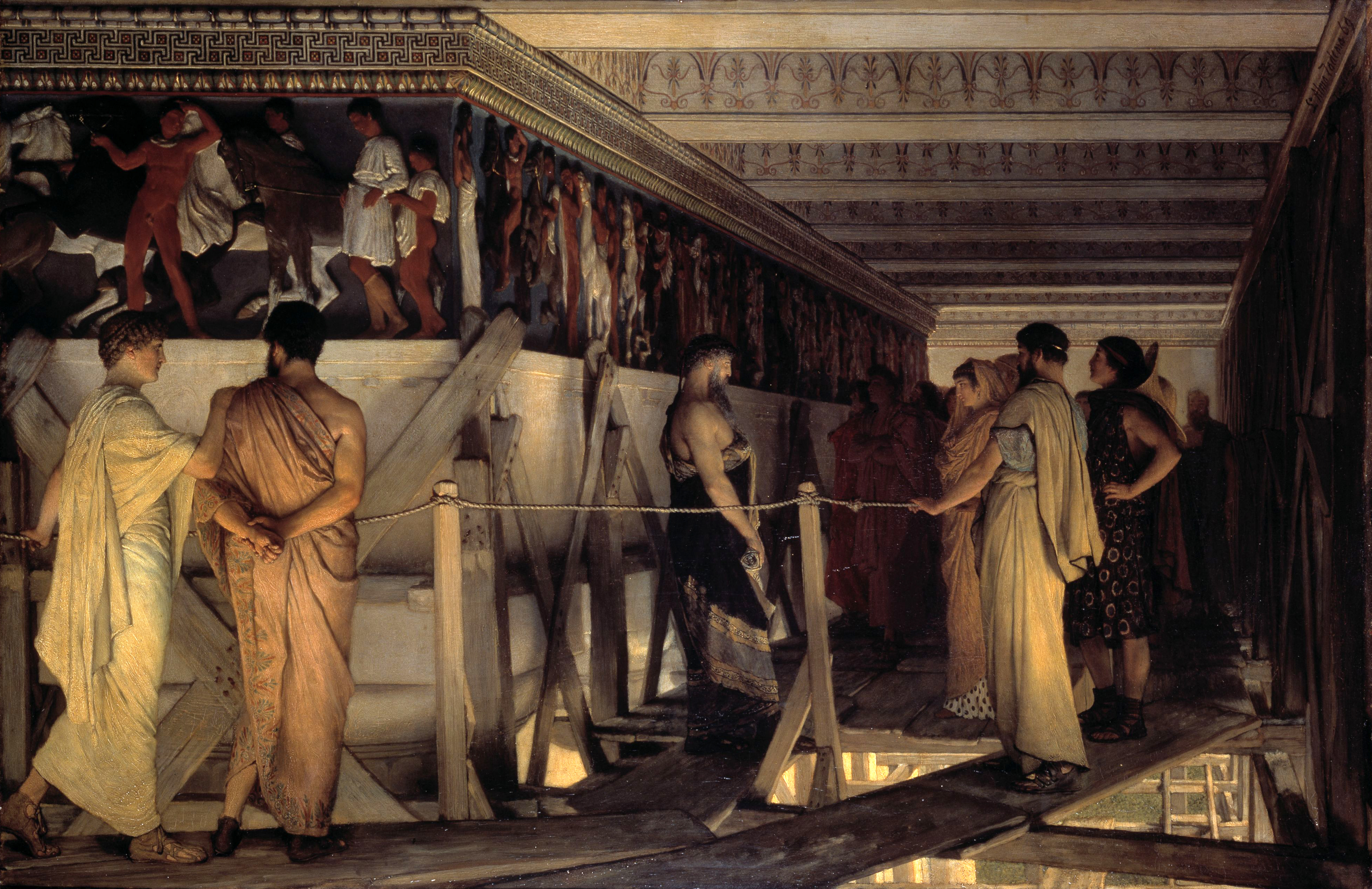
El cuadro Fidias y el Friso del Partenón

La exposición temporal ha sido diversa a lo largo de la historia del museo. Entre otras destacarían las jornadas de «La obra en su contexto» donde se han podido ver contextualizaciones de obras tan famosas como la afrodita Cnidia, de Praxíteles, el Apoxiomenos, de Lisipo, la Diana de Gabies, La Acrópolis, el cuadro Fidias y el Friso del Partenón o El juicio de Paris, de Rubens.Además, se han realizado exposiciones más alejadas del arte clásico como la de los puentes históricos de Bilbao, o al puente de San Antón.

## Actividades
El museo organiza actividades didácticas dirigidas al alumnado de Bellas Artes y la ciudadanía en general. Se realizan visitas guiadas, exposiciones de las obras en su contexto, prácticas artísticas con criatuaras y familias. Se imparten clases de dibujo y pintura,se ofrecen programas para acercar el arte a los centros escolares y se realizan conferencias y charlas. El museo también organiza otros eventos como conciertos, desfiles de moda, exposiciones, etc. encaminados a dinamizar el barrio bilbaíno de San Francisco.